# Philip Marlowe
Philip Marlowe és un detectiu privat fictici, creat per Raymond Chandler en les seves novel·les negres. Habita a Los Angeles. Li agrada jugar a escacs, llegir poesia i dissertar sobre moralitat i filosofia. La primera vegada que va aparèixer en una novel·la va ser a la de Finger man (El confident), publicada el 1934. Però la seva pròpia primera novel·la és El sommni etern. És difícil de reconèixer-lo amb els altres personatges de Chandler, ja que tots tenen molts punts en comú, i pocs en diferent.
Marlowe és un personatge típic de la novel·la negra nord-americana, iniciada per Dashiell Hammet i la revista Black Mask a la dècada dels 1920, on els detectius privats eren observadors pessimistes i cínics d'una societat corrupta.
Els relats de Raymond Chandler protagonitzats per Marlowe són:
- Finger Man - El confident (1934)
- The Big Sleep - El somni etern (1939)
- Farewell, My Lovely - Adéu, nena (1940)
- The High Window - La finestra alta (1942)
- The Lady in the Lake - La dama del llac (1943)
- The Little Sister - La germana petita (1949)
- The Long Goodbye - El llarg adéu (1953)
- Playback (1958)
- The Pencil - El llapis (1958)

## Adaptacions al cinema
Algunes novel·les protagonitzades per Philip Marlowe han estat adaptades al cinema en diverses pel·lícules. :L'actor que més habitualment l'ha interpretat és Humprey Bogart.
- The Big Sleep, dirigida per Howard Hawks - El son etern (1946)
- The Long Goodbye, dirigida per Robert Altman - El llarg adéu (1973)
- Farewell, My Lovely, dirigida per Dick Richards - Adéu, nena (1975)